# Slavko Čuković
Slavko Čuković († 16. Januar 1964) war Professor für Allgemeine Betriebswirtschaftslehre an der Rechts- und Wirtschaftswissenschaftlichen Fakultät der Universität Skopje.

## Biographie
Čuković studierte an der Handelshochschule Zagreb und nach Abschluss des Studiums für ein Semester an die Universität Berlin. Anschließend studierte er an der Universität Frankfurt am Main an der Wirtschafts- und Sozialwissenschaftlichen Fakultät.
Anschließend war er an der staatlichen Hypothekenbank in Belgrad angestellt und wurde nach Ende des Zweiten Weltkrieges dort Mitarbeiter des Finanzministeriums.
1952 nahm er die Lehrtätigkeit im Fach Betriebswirtschaft in Skopje auf. Weiterhin hielt er Vorlesungen an der Universität Niš.
Bei seinem Tod hinterließ er seine Frau.

## Veröffentlichungen
- Die Betriebsverfassung in Jugoslawien in ZfhF 1964, S. 352–360

## Quelle
- Henzler, Reinhold, Mitteilung – Professor Slavko Ćuković (Skopje) †, in ZfhF 1964, S. 542

| Personendaten    | Personendaten                        |
| ---------------- | ------------------------------------ |
| NAME             | Čuković, Slavko                      |
| KURZBESCHREIBUNG | jugoslawischer Ökonom                |
| GEBURTSDATUM     | 19. Jahrhundert oder 20. Jahrhundert |
| STERBEDATUM      | 16. Januar 1964                      |